# Соломон
Соломо́н (др.-евр. שְׁלֹמֹה‬ [ʃa.loːˈmoː], совр. произношение [ʃloˈmo]; греч. Σαλωμών, Σολωμών в Септуагинте; лат. Salomon в Вульгате; араб. سليمان‎ [su.laj.maːn] в Коране) — третий еврейский царь, правитель объединённого Израильского царства в период его наивысшего расцвета. Второй сын царя Давида и Вирсавии (Бат-Шевы), соправитель Давида в первые два года своего царствования. Во время правления Соломона в Иерусалиме был построен Иерусалимский Храм — главная святыня иудаизма.
По разным хронологиям, даты правления относятся к началу X века до н. э., 972—932 до н. э., 960-е — ок. 930 до н. э., 967—928 до н. э.
Соломон — персонаж множества легенд, в которых выступает как мудрейший из людей и справедливый судья, нередко ему приписываются волшебные качества: понимание языка зверей, власть над демонами (в исламе — джиннами).
Традиционно считается автором ветхозаветных книг Екклесиаста, Песнь песней Соломона, Притчей Соломоновых, а также некоторых псалмов (Пс. 126/127MT, 131/132MT). Его именем названа неканоническая или второканоническая книга Премудрости Соломона, входящая в состав Ветхого Завета в православии и католицизме. Всего ему приписывается составление 1005 лирических произведений и 3000 изречений.
Историчность царя Соломона, так же как историчность царя Давида и историчность Израильского царства, является предметом научной дискуссии.

## Историчность Соломона
Библия является основным источником сведений о жизни и правлении Соломона. Помимо этого, его имя упоминается в трактате еврейского историка Иосифа Флавия «О древности еврейского народа. Против Апиона». На начало XXI века неопровержимых археологических доказательств существования Соломона не обнаружено. Тем не менее, его принято считать исторической фигурой. По времени правления царя Соломона в Библии имеется особенно подробная фактология со множеством личных имён и цифр. Имя Соломона связывается главным образом со строительством Иерусалимского храма, разрушенного Навуходоносором II, и нескольких городов, строительство которых также связывали с его именем.
При этом вполне правдоподобная историческая канва соседствует с очевидными преувеличениями. Для позднейших периодов еврейской истории царствование Соломона представляло своего рода «золотой век».

## Имена Соломона
Имя Шломо (Соломон) на иврите происходит от корня «שלם» ([шалом] «мир, не война; совершенный, цельный»).
Соломон упоминается в Библии также под рядом иных имён. Например, он называется Иедидиа («возлюбленный Богом или друг Бога») — символическое имя, данное Соломону пророком Нафаном в знак благоволения Бога к его отцу Давиду после его глубокого раскаяния относительно прелюбодеяния с Вирсавией (2 Цар. 12:24, 25).
В Аггаде царю Соломону приписываются также имена из Книги Притчей Соломона (гл. 30, ст. 1 и гл. 31, ст. 1) Агур, Бин, Яке, Лемуэль, Итиэль и Укал.

## Библейское повествование

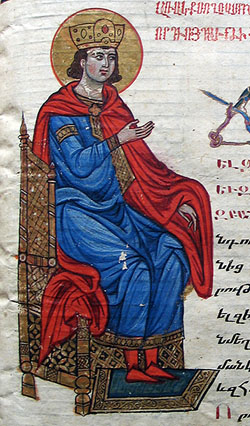
Царь Соломон. Армянская миниатюра из Библии 1269 года

В Священном Писании говорится, что Соломон родился в столице Израильского царства — Иерусалиме (1 Пар. 3:5). В Библии упомянуты жена Соломона Наама Аммонитянка (ивр. נעמה‎) (3 Цар. 14:22, 31) и дочери Соломона — Тафафь (ивр. טפת‎, Тафат), (3 Цар. 4:11) и Васемафа (ивр. בשמת‎, Басемат), (3 Цар. 4:15).
Преемником Соломона стал его сын Ровоам (3 Цар. 14:21).

### Приход к власти
Царь Давид намеревался передать престол именно Соломону, хотя он был одним из его младших сыновей. Когда Давид состарился, воцарился другой его сын, Адония (3 Цар. 1:5-18). Он вошёл в заговор с первосвященником Авиафаром и командующим войсками Иоавом и, воспользовавшись слабостью Давида, огласил себя преемником престола.
Мать Соломона, Вирсавия (ивр. — בת שבע Бат Шева), а также пророк Нафан (ивр. נתן Натан) уведомили об этом Давида. Адония бежал и скрылся в Скинии, ухватившись «за роги жертвенника» (3 Цар. 1:51), после его раскаяния Соломон его помиловал. Тем не менее, позже Адония нарушил договор. После прихода к власти Соломон казнил его и расправился с другими участниками заговора. Так, Соломон удалил Авиафара от священства, а также умертвил Иоава, который попытался скрыться в скинии Господней. Ванею, исполнителя казней Адонии и Иоава, Соломон назначил новым командующим войсками (3 Цар. 2:22—35).
Бог дал Соломону царствование при условии, что тот не будет отклоняться от служения Богу. В обмен на это обещание Бог наделил Соломона невиданной мудростью и терпением (3 Цар. 3:10, 11)
Состав правительства, сформированного Соломоном:
- Первосвященники — Садок, Авиафар, Азария;
- Командующий войсками — Ванея;
- Министр налогообложения — Адонирам;
- Придворный летописец — Иосафат; также писцы — Елихореф и Ахия;
- Ахисар — начальник царской администрации;
- Завуф;
- Азария — начальник наместников;
- 12 наместников:
  - Бен-Хур,
  - Бен-Декер,
  - Бен-Хесед,
  - Бен-Авинадав,
  - Ваана, сын Ахилуда,
  - Бен-Гевер,
  - Ахинадав,
  - Ахимаас,
  - Ваана, сын Хушая,
  - Иосафат,
  - Шимей,
  - Гевер.

### Внешняя политика

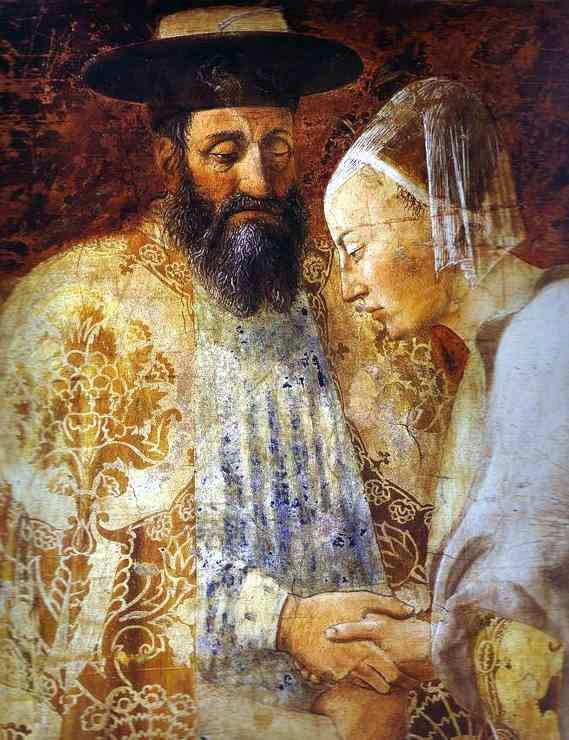
Соломон и царица Савская на фреске Пьеро делла Франческа из базилики Сан-Франческо

Основой благосостояния Соломона был проходивший по его владениям торговый путь из Египта на Дамаск. Согласно Библии, серебро «считалось во дни Соломона ни за что» (3 Цар. 10:21).
Царь вступил в торговые отношения со страной Офир, находившейся предположительно в Аравии. Оттуда импортировались ценные породы дерева, слоновая кость, золото и серебро, драгоценные камни, обезьяны и павлины. Израиль экспортировал зерно и оливковое масло.
Он не был воинственным правителем, хотя объединённые под его властью государства Израиль и Иудея занимали значительную территорию. Соломон поддерживал дружественные отношения с финикийским царём Хирамом. Великие строительные проекты оставили его в долгу перед Хирамом (3 Цар. 9:15). Чтобы погасить задолженность, Соломон вынужден был уступить ему несколько селений из своих земель.
Согласно библейскому повествованию, узнав о мудрости и славе Соломона, к Соломону прибыла правительница Сабейского царства, «чтобы испытать его загадками» (3 Цар. 10).
В ответ Соломон также одарил царицу, дав «всё, чего она желала и чего просила». Возможно, что при Соломоне и царице Савской существовал торговый путь через порт Эцион-Гевер (нынешний Эйлат). После этого визита, согласно Библии, в Израиле началось небывалое процветание. В год к царю Соломону приходило 666 талантов золота (3 Цар. 10:14). Впоследствии история о царице Савской обросла многочисленными легендами вплоть до предположений о её любовной связи с Соломоном. Христианские правители Эфиопии считали себя происходящими от этой связи (см. Соломонова династия). Основатель царской династии Менелик I, согласно эфиопской традиции, отражённой в эпосе Кебра Нагаст, считается сыном Соломона и царицы Савской. Негусы Эфиопии на протяжении свыше 2000 лет вплоть до последнего императора Хайле Селассие, в официальное титулование включали титул «Лев Иудеи».
Считается, что Соломон покончил с 500-летней враждой евреев и египтян, заключив мирное соглашение с одним из последних египетских царей ХХI династии и взяв в качестве первой жены дочь египетского фараона (3 Цар. 9:16). Ряд исследователей полагает, что имеется в виду фараон Псусеннес II (Catholic Encyclopedia), Сиамона (Кеннет Китчен), Шешонка I (Стивен Т. Франклин). Египетская царевна, выданная за израильского царя, принесла ему в приданое город Гезер.

### Строительство Первого храма
В еврейской традиции величайшим событием является возведение Соломоном Первого храма на горе Мориа (позже Храмовая гора) в Иерусалиме. По преданию план Храма был составлен царём Давидом, которого наставлял пророк Самуил.
Дом Божий строился семь лет из материалов, подготовленных для этой цели царём Давидом — золото, серебро, железо и кедр. В ходе работ Соломон руководствовался советами друга своего отца Хирама I (3 Цар. 5:1), поставлявшего в огромном количестве кедровые и кипарисовые деревья. Царь Хирам направил в Иерусалим профессионального строителя Хирама финикийского для руководства строительными работами, который также изготовил некоторые богослужебные сосуды для храма. По окончании строительства священники и левиты торжественно внесли главную святыню евреев — Ковчег завета в Святая святых (евр. давир) нового Храма. Тогда же Соломон при огромном стечении народа произнёс молитву, в которой пророчески предвосхитил будущие тяготы еврейского народа, включая плен, и молился о прощении грехов народа, которые ему предстоит совершить (3 Цар. 8:23—53). Фрагменты этой молитвы используются в архиерейской молитве при так называемом «великом освящении» православных храмов.
Первый Храм был разрушен в 586 г. до н. э. войсками вавилонского царя Навуходоносора II.

### Конец царствования
Согласно Библии, Соломон имел семьсот жён и триста наложниц (3 Цар. 11:3), что делает его самым многожённым евреем в истории.
Среди жён и наложниц были и чужестранки. Одна из них, ставшая к тому времени его любимой женой и имевшая на царя большое влияние, убедила Соломона построить для жён-неизраильтянок языческий жертвенник, чтобы они могли поклоняться божествам их родных земель (3 Цар. 11:5, 7, 8, 33). Сделано это было за пределами Храмового города Иерусалима (3 Цар. 11:7). За такое отступление от монотеизма, Бог прогневался на царя и пообещал множество лишений народу Израиля, но после окончания царствования Соломона (так как Давиду было обещано благоденствие страны и при его сыне). Таким образом, всё царствование Соломона прошло достаточно спокойно.
По некоторым оценкам, за столетний период, с начала царствования Саула и до конца царствования Соломона, население страны удвоилось.
Строительная активность, огромные затраты на строительство храма и дворца (последний строился 13 лет), расходы по укреплению армии, разросшийся чиновничий аппарат, содержание двора и большого гарема истощили государственную казну. Кроме того, почти полностью отсутствовали новые военные трофеи. Всё это, по мнению исследователей, привело к экономическому кризису. Уже не имея возможности расплачиваться с царём Хирамом сельскохозяйственной продукцией, Соломон был вынужден отдать в качестве компенсации часть северных территорий, в частности двадцать городов в Галилее (3 Цар. 9:10, 11).
Если первоначально трудовую, в частности, строительную, повинность (мас) царь возлагал на пленников и рабов, то теперь, в более сложной экономической ситуации, он привлёк к трудовой повинности и своих подданных — израильтян (3 Цар. 12:1—5). При этом колено Иуды судя по всему оставалось в привилегированном положении. Это обстоятельство, а также введённая жёсткая воинская повинность (3 Цар. 9:22) явились одними из основных причин раскола государства после смерти Соломона.
Ширилось недовольство Соломоном как среди населения вассальных государств, так и среди северных колен. Египет поддержал движение сепаратистов. Одним из лидеров протеста был Хадад, «из царского рода в Эдоме» (3 Цар. 11:14—22, 25), скрывавшийся в Египте с группой сторонников—эдомитян. Оттуда он пришёл для борьбы с Соломоном. Ещё одним противником царя был Резон, который со своим военным отрядом захватил Дамаск и стал царём Арама (3 Цар. 11:23—25). Против Соломона восстал Иеровоам, сын Навата, из колена Ефремова (3 Цар. 11:26—40). Спасаясь от Соломона, он бежал в Египет к фараону Шешонку I и скрывался там вплоть до кончины царя Соломона.
Соломон умер на сороковом году своего царствования (2 Пар. 9:30).
Сразу же после его смерти вспыхнуло восстание, в результате которого единое государство распалось на два царства — Израильское и Иудейское.

## Израильское царство при Соломоне
На основании библейского рассказа предполагается, что царь привлёк в Израиль финикийских ремесленников — металлургов из Тира и деревообработчиков из Библа.
Экономический расцвет царства привёл к активному строительству. Столица — Иерусалим, а также ряд городов, имевших стратегическое военное и экономическое значение (Мегиддо, Гезер, Хацор), были перестроены и фортифицированы.
В период его царствования развилась торговля, в особенности внешняя, укрепились связи с целым рядом соседних государств.
Использование железа в земледелии и кустарных промыслах и неуклонно растущая торговля в X веке до н. э. свидетельствует о радикальных переменах в экономике Израиля. В еврейском обществе образовалась значительная прослойка ремесленников, купцов, чиновников, служащих в правительственной администрации и в армии, проживающих в укреплённых царских городах. В большом количестве появились предметы роскоши и керамика высшего качества.
Развитие экономики и внешней политики потребовало значительной реорганизации внутреннего управления и государственного аппарата, усиления централизации государства. Страна была разделена на 12 территориальных округов, которые уже не соответствовали племенному делению. Эти округа включали не только территории собственно Израиля и Иудеи, но и области покорённых ханаанских племён с их городами и поселениями. Во главе каждого округа стоял чиновник, ведавший сбором натуральных налогов. По-видимому, царь надеялся ослабить внутриколенную структуру, а, следовательно, центробежные силы. Во главе округов были поставлены наместники (ниццавим), назначаемые царём. Двое из них были зятьями Соломона. Наместники поочерёдно, месяц в год, должны были доставлять продовольствие царю и его дому.
Кроме того, была реорганизована армия, усиленная отрядами конницы и колесниц, последние являлись главной наступательной силой в тот период. Колесницы импортировались из Египта, а лошади для них из Киликии. Колесницы размещались в специально предназначенных для них городах, имевших особые конюшни, колесничные парки и продовольственные склады.

## Соломон в иудаизме
В иудейской традиции присутствует мотив смирения этого горделивого царя.
Раввины пришли к выводу, что Соломону было двенадцать (согласно Таргум Шени — тринадцать) лет, когда он вступил на престол. Он правил сорок лет (3 Цар. 11:42), и, следовательно, жил пятьдесят два года.

## Соломон в исламе
Согласно Корану, Сулейман был сыном пророка Давуда. От своего отца он усвоил множество знаний и был избран Аллахом в пророки, причем ему была дана мистическая власть над многими существами, включая джиннов. Он правил огромным царством, которое на юге простиралось до Йемена. В исламской традиции Сулейман известен своей мудростью и справедливостью. Он считается образцом правителя. Не случайно многие мусульманские монархи носили его имя.
Исламская традиция имеет некоторые параллели с Аггадой, где Соломон представлен как «мудрейший из людей, который мог говорить со зверями, и они подчинялись ему».

## Символика

Звезда Соломона

По легенде, при Соломоне знак его отца Давида стал государственной печатью.
В исламе и раннем христианстве шестиконечная звезда носила название «печать Соломона».
В то же время средневековые мистики называли Соломоновой печатью пентаграмму (пятиконечную звезду, пентакль).

## Образ в искусстве
Образ царя Соломона вдохновлял многих поэтов и художников: так, немецкий поэт XVIII в. Ф. Г. Клопшток посвятил ему трагедию в стихах, художник Рафаэль создал фреску «Суд Соломона», а художник Рубенс написал картину «Суд Соломона», Гендель посвятил ему ораторию, а Гуно — оперу.
А. И. Куприн использовал образ царя Соломона и мотив «Песни песней» в своей повести «Суламифь» (1908). У него же есть повесть «Звезда Соломона».
Киновоплощения
- «Соломон и царица Савская» (1959). В главной роли Юл Бриннер.
- «Царь Давид» (1985). В роли царя Давида Ричард Гир, Соломона — Джейсон Картер.
- «Физики» (1988). В роли Соломона Борис Плотников.
- «Царь Соломон. Мудрейший из мудрых» (1997). В роли Соломона Бен Кросс.
- «Иллюзия страха» (2008). В роли Соломона Андрей Панин.
- «Три тысячи лет желаний» (2022). В роли Соломона Николя Муавад.
- « Завет». Серия «Мудрый царь Соломон» (2021). Скринлайв сериал Тимура Бекмамбетова.

## Комментарии
1. ↑  Эти тексты находятся в русле древневосточной литературы мудрости[англ.] и имеют соответствия в Древнем Египте. Вероятно, в создании этих текстов принимали участие писцы, знавшие иностранные языки и знакомые с литературными традициями соседних народов.
2. ↑  В середине XX века раскопками в нескольких городах Израиля были обнаружены фрагменты сооружений, которые стали связывать с именем Соломона. Однако на рубеже XX и XXI веков эта связь стала оспариваться[кем?].
3. ↑  «Новейшая библейская критика склонна видеть в библейском описании эпохи Соломона элементы идеализации этого периода девтерономическими редакторами, в глазах которых период правления Соломона был временем высшего расцвета еврейского царства под властью дома Давида» (Еврейская энциклопедия, статья «Соломон»).